# رافاييل ناسيمنتو
رافاييل ناسيمنتو (بالبرتغالية: Rafael da Silva Nascimento‏) هو لاعب كرة قدم برازيلي في مركز الوسط، ولد في 21 مايو 1984 في ريو دي جانيرو في البرازيل. لعب مع نادي أولاريا أتلتيكو ونادي أيه بي سي ونادي العروبة ونادي باهيا ونادي صحم ونادي عمان ونادي فاسكو دا غاما ونادي مسقط.

## وصلات خارجية
- رافاييل ناسيمنتو على موقع قاعدة بيانات كرة القدم.إي يو (الإنجليزية)
- رافاييل ناسيمنتو على موقع Soccerway.com (الإنجليزية)
- رافاييل ناسيمنتو على موقع كووورة